# Heinrich Bregulla
Heinrich Bregulla (* 11. Juli 1930 in Berlin; † 15. Dezember 2013 ebenda) war ein deutscher Ornithologe und Naturschützer. Sein Forschungsschwerpunkt waren die Vögel (insbesondere Papageien) der Südsee.

## Leben
Bregulla war gelernter Elektrotechniker. 1958 zog er auf die Neuen Hebriden. Bis 1980 erforschte er die Avifaunen Neukaledoniens, Vanuatus, der Fidschi- und Tonga-Inseln, der Salomonen und der Philippinen. Sein besonderes Interesse galt der Ökologie und dem Verhalten der dort heimischen Papageien und Papageiamadinen. Bregulla setzte sich vor allem für die Zucht seltener Vögel des Pazifiks in menschlicher Obhut ein. 1962 ermöglichte er die Wiedereinfuhr des neukaledonischen Kagus in mehrere europäische Zoologische Gärten (darunter Berlin) und in den 1970er-Jahren gelang ihm teilweise erstmals die Einfuhr verschiedener Papageiamadinen und Papageien (darunter den Mindanaolori) nach Europa. Dank des Austauschs gelang die Zucht seltener Papageienarten aus der Pazifikregion auch in Deutschland, der Schweiz und Frankreich. Bregulla schrieb zahlreiche Artikel über die Vogelwelt des Pazifiks, darunter in Die Voliere und Gefiederte Welt. 1972 erschien in Zusammenarbeit mit dem Schweizer Zoologen Vinzenz Ziswiler die Monographie der Gattung Erythrura Swainson, 1837: (Aves, Passeres, Estrildidae). 1992 veröffentlichte er die Monographie The Birds of Vanuatu. Im Dezember 2013 starb Bregulla nach langer Krankheit.

## Dedikationsnamen und Auszeichnungen
1964 benannte Heinz Felten die Fidschi-Bulldoggfledermaus (Chaerephon bregullae Synonym: Tadarida jobensis bregullae) zu Ehren von Heinrich Bregulla. 1998 wurde er von der Zeitschrift Gefiederte Welt mit dem Elfriede-Steinbacher-Preis ausgezeichnet. 2001 erhielt er in Schwetzingen den Preis für Tropenornithologie von der Gesellschaft für Tropenornithologie (GTO) für seine Beitragsreihe „Die Tauben Neukaledoniens“ in der Zeitschrift Die Voliere.

## Werke (Auswahl)
- A monograph of the genus Erythrura Swainson, 1837 (Aves, Passeres, Estrildidae), 1972 (mit Vinzenz Ziswiler und Hans Rudolf Guttinger)
- Proposals for a New Hebrides nature conservation programme, 1972
- Biologie und Ethnologie des Schmalbindenloris, Trichoglossus haematodus massena Bonaparte, 1972
- The Birds of Vanuatu, 1992